# 青山正長
青山 正長（あおやま まさなが）は、戦国時代から安土桃山時代にかけての武将。徳川家康の家臣。

## 生涯
三方ヶ原の戦いや長篠の戦いで武功があった。以後、遠江・駿河・甲斐平定に転戦した。小牧・長久手の戦い・小田原征伐でも武功があり、慶長5年（1600年）嫡男重長と共に第二次上田合戦に従軍した。
慶長6年（1601年）、家康の孫娘珠姫が前田利常に嫁ぐ際、これに代官として附属し、また加増されて2000石を領した。

## 系譜
- 父：青山重成（1521年 - 1581年）
- 母：不詳
- 室：大久保忠益娘
  - 長男：青山重長（1578年 - 1639年）
- 生母不明の子女
  - 女子：後藤光次室
  - 女子：青山重勝室
  - 女子：青山利政室